# 就算我變成了歐巴桑
就算我變成了歐巴桑（日语：私がオバさんになっても）是日本女歌手森高千里的第16張單曲，於1992年6月25日由日本華納音樂發行。

## 解說
標題曲「就算我變成了歐巴桑」獲選為日本電視台電視劇的主題歌曲使用。歌曲于單曲收錄版本與後來森高她1992年發行的第6張個人專輯《ROCK ALIVE》收錄時不一樣的地方是，專輯收錄的版本是歌曲在進入尾聲時用淡出作結束，單曲版則是在伴奏中結束。另外，1995年發行的精選專輯《DO THE BEST》收录的是《ROCK ALIVE》中的版本、1999年發行的精选專輯《The Best Selection of First Moritaka 1987-1993》收录的则是单曲唱片的版本。另外歌詞中在現場演出時也有唱作。
至於B面歌曲「自行車通學」的內容是以森高她在學生時代騎自行車上下學時發生的插曲作為歌曲的主題。還有，該歌曲沒有在後來發行的其它專輯中收錄。

## 收錄歌曲
所有歌曲由森高千里作詞。
1. 就算我變成了歐巴桑（單曲Ver.）
  - 作曲、編曲：齊藤英夫（日语：斉藤英夫）
  - 日本電視台電視劇主題歌曲
2. 自行車通學
作曲、編曲：高橋諭一（日语：高橋諭一）

## 翻唱
就算我變成了歐巴桑
- 美吉田月（日语：美吉田月）（2008年）－於專輯《Ska Flavor ＃1》中收錄
- navy&ivory（日语：navy&ivory）（2009年）－於專輯《泣好人》中收錄
- misono（2010年）－於翻唱專輯《misonoカバALBUM 2》中收錄
- 希美（2010年）－於翻唱專輯《！》中收錄
- 皆口裕子 (姊崎寧寧)（2011年）－於翻唱專輯《唱歌吧♪LovePlus》中收錄
- 蜜（日语：蜜 (バンド)）（2012年）－於出道單曲《初》和翻唱專輯《蜜狩》中收錄
- 吉川友（日语：吉川友）（2012年）－於單曲《Darling與Madonna（日语：ダーリンとマドンナ）》初回限定盤A及通常盤中收錄
- 鈴木KONOMI（2015年）－於專輯《18 -Colorful Gift-（日语：18 -Colorful Gift-）》中收錄
- 星野滿（2016年）－於翻唱專輯《My Favorite Songs》中收錄[1]
- Tsubaki Factory（2016年）－於單曲《壟斷（日语：独り占め）》中收錄

## 相關項目
- 秋歌（日语：秋歌）－集結了以秋天為主題的音樂合輯